# Vågstranda
Vågstranda és un poble situat a la riba del fiord de Romsdal, al municipi de Rauma, comtat de Møre og Romsdal, Noruega. Es troba al llarg de la ruta europea E136, a uns 10 quilòmetres al nord de la localitat de Voll i a 11 quilòmetres a l'est de la localitat de Vikebukt (al municipi de Vestnes). L'església de Vågstranda, construïda el 1870, està situada al poble.